# Héctor Juezas
Héctor Juezas (Valencia, España, 4 de febrero de 1994) es un actor español.

## Biografía
Nacido en Valencia y criado en Ribarroja del Turia, desde temprana edad mostró interés por la interpretación, iniciándose en el teatro y en series de televisión locales. Tras sus primeros años en el sector, vivió una etapa de menor actividad profesional, compaginando la interpretación con otros trabajos. En 2020 se trasladó a Madrid, donde comenzó a trabajar de manera más constante en proyectos audiovisuales.

## Filmografía

### Televisión
| Año       | Título                         | Personaje    | Cadena      |
| --------- | ------------------------------ | ------------ | ----------- |
| 2011–2012 | Bon día, bonica                | Arnau        | Canal nou   |
| 2022      | Cómo mandarlo todo a la mierda | Gitano       | HBO Max     |
| 2023      | La Ruta                        | Arturo Roger | Atresplayer |
| 2024      | Vestidas de azul               | Jesús        | Atresplayer |
| 2025      | L'Alqueria Blanca              | Martí        | À Punt      |

### Cine
| Año  | Título                  | Dirección         | Personaje         |
| ---- | ----------------------- | ----------------- | ----------------- |
| 2012 | Como estrellas fugaces  | Anna di Francisca | Pablo             |
| 2024 | Valenciana              | Jordi Núñez       | Periodista        |
| 2025 | La invasió dels bàrbars | Vicent Monsonís   | Falangista Carpio |
| 2025 | A la cara               | Javier Marco      | Periodista        |

### Cortometrajes
| Año  | Título              | Productora     | Personaje     |
| ---- | ------------------- | -------------- | ------------- |
| 2024 | Capitanes           | Inaudita Films | Óscar Lorente |
| 2024 | Para mamá y para ti | Nakamura Films | Edu           |

### Teatro
- Historia de una escalera (2021)
- Zero responsables (2012)
- Una bala perduda (2006)
- La isla del tesoro (2005)

## Premios
Premios AAPV (Comunidad Valenciana)
| Año  | Categoría                                               | Producción      | Resultado |
| ---- | ------------------------------------------------------- | --------------- | --------- |
| 2011 | Mejor actor revelación                                  | Bon día, bonica | Nominado  |
| 2025 | Mejor interpretación masculina protagonista audiovisual | Capitanes       | Nominado  |

Skyline Benidorm Film Festival
| Año  | Categoría                      | Producción | Resultado |
| ---- | ------------------------------ | ---------- | --------- |
| 2025 | Mejor interpretación masculina | Capitanes  | Nominado  |